# Писарівська сільська рада (Новосанжарський район)
Писарівська сільська рада — колишній орган місцевого самоврядування у Новосанжарському районі Полтавської області з центром у c. Писарівка.

## Населені пункти
Сільраді були підпорядковані населені пункти:
- c. Писарівка